# Myjava
Myjava (hist. Miava, německy Miawa, maďarsky Miava), přezdívaná také "Metropole pod slámou" podle stejnojmenného románu spisovatelky Zuzky Zgurišky, je město nacházející se v západní části Trenčínského kraje na Slovensku, 50 km od krajského města Trenčín. Má asi 12 000 obyvatel. Od hlavního města Bratislavy je vzdálena přibližně 100 km. V rámci Trenčínského kraje plní funkci terciárního centra zajišťujícího vyšší a specifickou obslužnou infrastrukturu pro obyvatele všech obcí okresu Myjava.
Je charakteristická svým kopaničářským nářečím, které tak trochu zapomíná na háčky a znak ô. K charakteristikám Myjavy a vůbec celé kopaničářské oblasti patří dominantní postavení evangelické církve a. v., což je dědictvím a tradicí Myjavy, Staré Turé, Brezové pod Bradlom a okolního kopaničářského kraje.

## Dějiny

### Vznik a osidlování

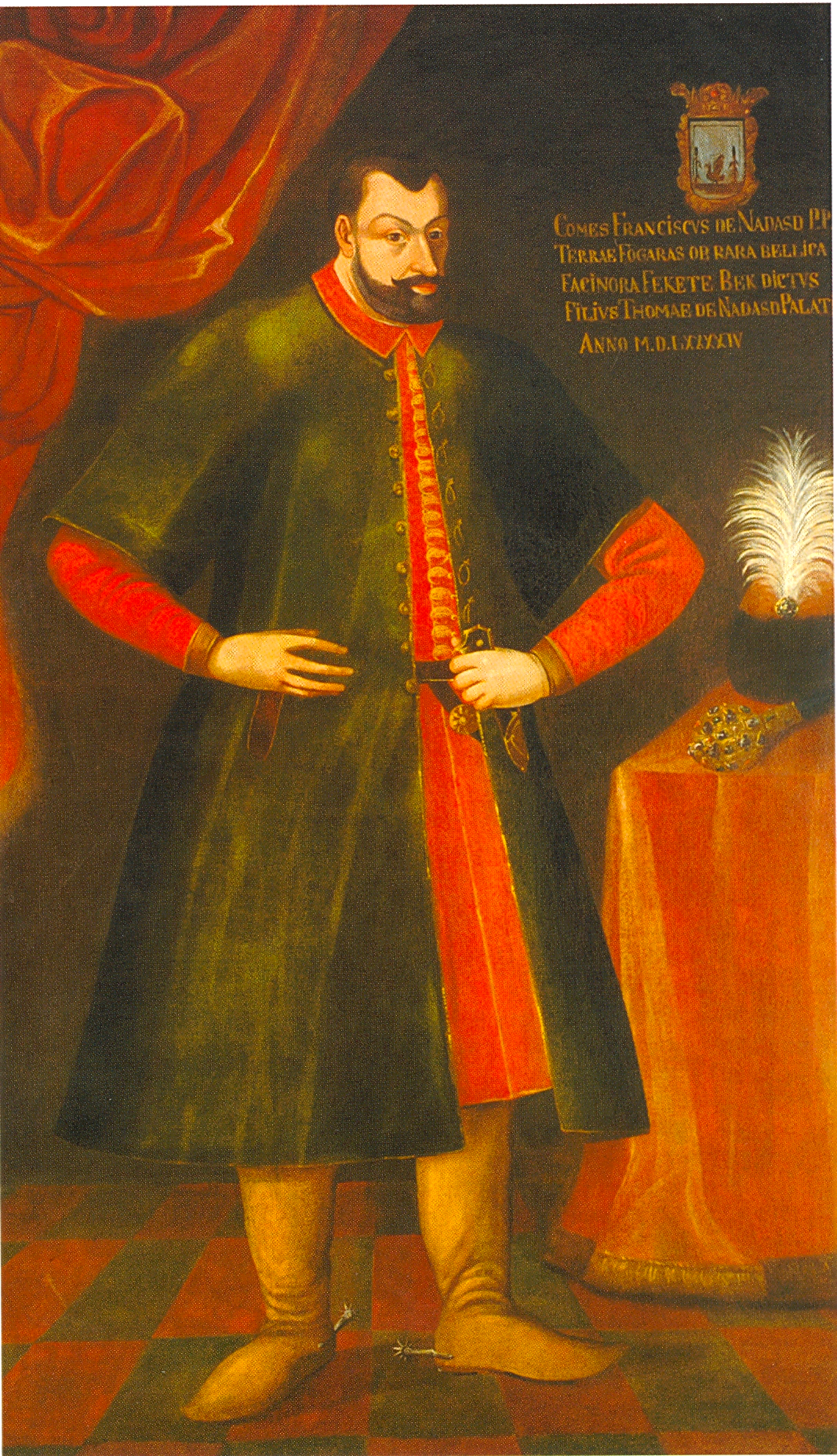
František Nádasdy

Rok založení obce Myjava se v mnoha zdrojích uvádí jako rok 1586. První kolonizační vlnu tvořili obyvatelé jižního Slovenska, kteří utíkali před nájezdy Turků. Druhá vlna osídlování se nesla v duchu oravsko-povážském. Původní obyvatelé neměli nikdy lehké životní podmínky, které byly spojeny s osídlováním lesní krajiny, formovaly vztah zdejšího člověka ke kraji, obci a nakonec i k církvi. Tato církev se v Myjavě zasloužila o vybudování dodnes nejstarší stavby města – původního evangelického kostela, postaveného v letech 1697–1729. S její podporou vznikly i nové cechy – ševcovský, tkalcovský a řeznický. Byly položeny i základy nejvýznamnějšího myjavského cechu – cechu pytlíkářů. Ten proslavil zdejší řemeslníky v celém Rakousko-Uhersku.
Ve svém rukopise o faráři a kantorech Myjavy z konce 18. století Daniel Krman uvádí, že "Myjava založena byla mezi horami léta páně 1586... ". Uvádí tedy založení Myjavy v roce 1586 i na pamětní desce umístěné na novém chrámu a vyhotovené v roce 1701 nebo krátce po něm. Bohužel se nedochovala žádná zakládací listina vesnice Myjava, ale všechny doklady, které se zachovaly svědčí o tom, že k založení došlo v 80. letech 16. století.

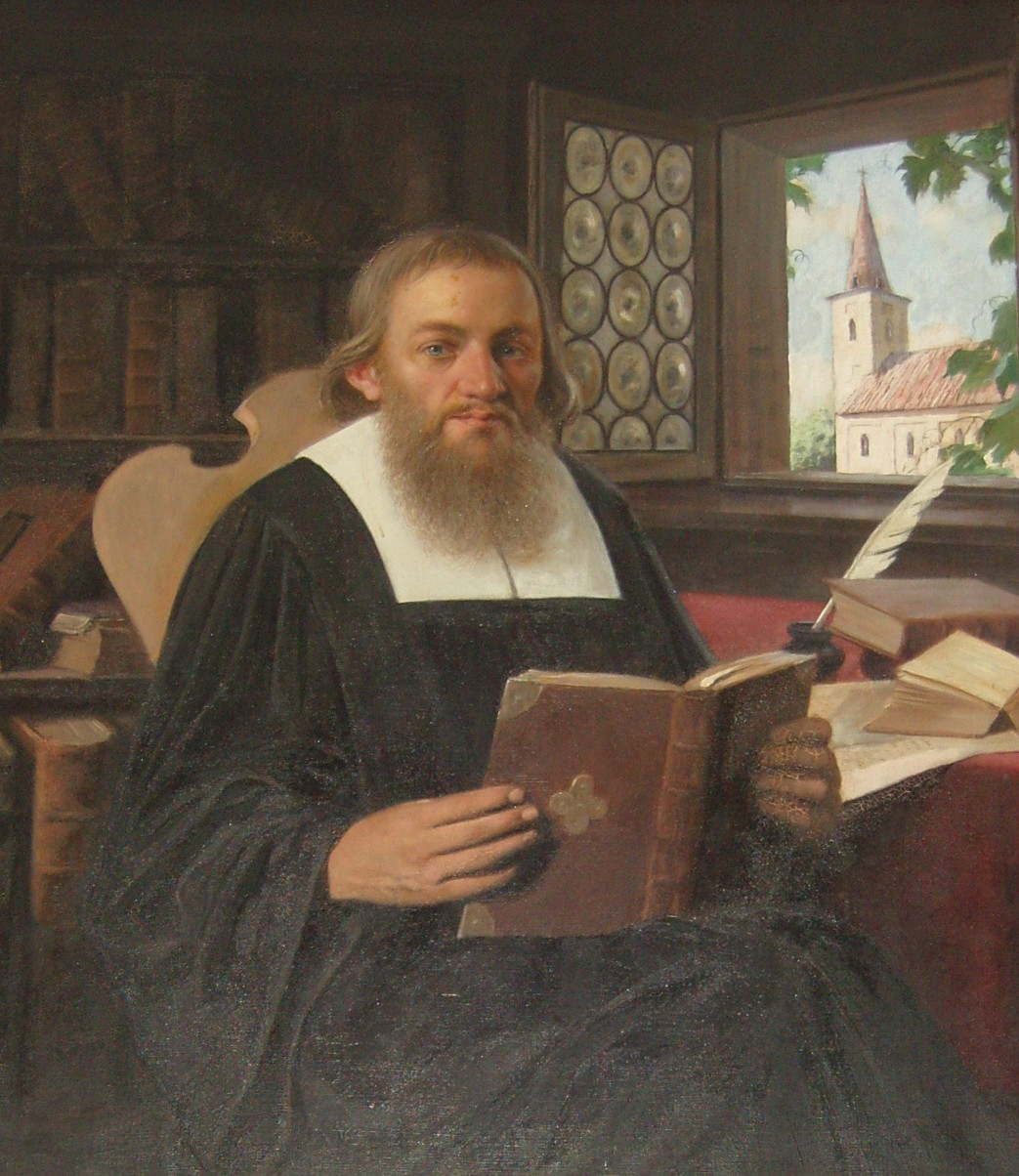
Daniel Krman

Jako symbol ukončení náboženské intolerance, která měla za následek odebrání myjavského evangelického kostela ve prospěch římskokatolické církve, se stal v roce 1785 nově vybudovaný evangelický kostel. K němu byla později v roce 1856 přistavěna věž, která je dodnes dominantou města.

### Slovenské národní obrození

Jozef Miloslav Hurban

Myjava se stala součástí středoevropských a hlavně slovenských dějin v letech kolem roku 1848. Pod vlivem J. M. Hurbana a dalších národovců se zapojil téměř celý kraj Myjavské pahorkatiny do národního osvobozeneckého hnutí. Vyvrcholením bylo pozdější první Slovenské národní povstání, během kterého byla 19. září 1848 na veřejném shromáždění lidu na Myjavě vyhlášena a přítomným lidem potvrzená první Slovenská národní rada (SNR). Ta představovala první národní orgán v dějinách Slováků. Byla představitelkou politické a vojenské moci Slovenska. Dům paní Kolényové, kde tehdejší SNR zasedala, je součástí Muzea Slovenských národních rad.

### Vystěhovalectví
Úpadek řemesel na konci 19. století, spojený s národnostním a hospodářským útlakem, se projevil v tomto kraji emigrací do USA a částečně i do Kanady a Argentiny. Ve Spojených státech se myjavský lid usídlil ve velkoměstech jako například New York, Chicago, Pittsburgh, Cleveland, ale i v menších městech a městečkách na východním pobřeží ve státech New York a Pensylvánie. Střediskem s největším počtem vystěhovalců se však stalo městečko Little Falls ve státě New York.

### 20. století
Nové století přineslo na Myjavu čas postupného rozvoje. V roce 1937 se začalo s výrobou armatur, pro Myjavu tak typických. Pokračování rozvoje "Slovenské armaturky Myjava" znamenalo, že tento podnik se stal hlavním městotvorným prvkem a nejdůležitějším zaměstnavatelů v okolí. Již nevyhovující infrastruktura předválečného období si vyžádala kompletní přestavbu města, vedenou tehdejší vládní stranou, což natrvalo změnilo tvář města. Vedle výstavby nových komunikaci, kanalizace, bytové výstavbě se podařilo souběžně vybudovat školní, zdravotní a sociální zařízení, sportovní areál a moderní obchodní síť i s mnoha službami.
Toto období také přineslo rozdělení do té doby fungující, tzv. velké Myjavy. Tímto rozhodnutím z 1. dubna 1955 tak vznikají nové obce Brestovec, Stará Myjava, Poriadie, Rudník, Jablonka a Polianka. Město Myjava bylo také zbaveno sídla okresu a stalo se součástí tehdejšího okresu Senica nad Myjavou (dnes pouze Senica). Město se postupně znovu rozrůstalo, a to hlavně sloučením města s obcí Turá Lúka, které se uskutečnilo 1. ledna 1980. Město Myjava se dočkalo opětovného získání okresu v roce 1996. V současnosti již okresy věcně neexistují, jsou pouze formální.

## Geografie

### Geomorfologické a geologické podmínky
Z geomorfologického hlediska se katastr města Myjava spolu s městskou částí Turá Lúka nachází v provincii Západní Karpaty a v oblasti Slovensko-moravské Karpaty. Největší část území zabírá Myjavská pahorkatina. V její jihovýchodní části se nachází oddíl Brančská bradla a Malé Karpaty. Na západě a severu do území zasahuje výběžek Bílých Karpat, podcelek Žalostinská vrchovina. Charakter území je většinou pahorkatinný, ve výběžku Bílých Karpat má charakter vrchoviny.

### Půdní podmínky
Z hlediska diferenciace půdního krytu je katastrální území velmi pestré. Na fluviálních sedimentech v oblasti nivy řeky Myjavy a jejích přítoků se vlivem povrchové a podzemní vody vytvořily nivní půdy s různou tloušťkou půdního profilu, zrnitostí a skeletnatostí. Nejrozšířenějšími subtypy jsou fluvizem typická a fluvizem klihová.
V nižší části pahorkatiny s převahou flyšového substrátu se v důsledku vlhčího mírně teplého až mírně chladného klimatu vytvořily fluvizemě středně hluboké až hluboké, málo až středně skeletnaté, zrnitosti středně těžké až těžké. V katastrálním území se nacházejí jak fluvizemě typické a fluvizemě pseudoglejové.
V oblasti bradlového pásma se vytvořily melanické půdy – rendziny s vysokým obsahem skeletu, malou až střední tloušťkou půdního profilu, převažující hlinitou až jílovohlinitou zrnitostí a s obsahem karbonátů v celém profilu a pararendziny s nižším obsahem skeletu.
Ve vyšších částech pahorkatiny a nižších částech vrchoviny se na podložních vápenitých pískovcích, jílovcích a slepencích vytvořily hnědé půdy. Nejrozšířenějším typem jsou kambizemě fluvizemní, typické a pseudoglejové s typickým tenkým humusovým horizontem. Jde o půdy středně hluboké, zrnitosti lehké až středně těžké, se středním až velkým obsahem skeletu

### Klimatické podmínky
Z hlediska klimatických poměrů lze katastrální území zařadit do mírně teplé klimatické oblasti s horským klimatem a s malou inverzí teplot. Průměrná roční teplota se pohybuje kolem 8 °C. Průměrné roční teploty v červenci dosahují 18–19 °C, v měsíci lednu klesají pod bod mrazu a dosahují -3 až -3,5 °C. Počet letních dnů (s teplotou více než 25 °C) je poměrně velký, dosahuje hodnoty 50 dní v nižších polohách katastru, ve vyšších polohách je to 35 dnů.
Počet dnů s teplotami nad 0 °C v nižších polohách Myjavské pahorkatiny je 295, ve vyšších polohách 280 dnů. Průměrný počet dnů s celodenním mrazem se pohybuje od 30 do 45 dnů. Počet dnů s teplotami pod bodem mrazu v nižších polohách dosahuje 70 dní, ve vyšších polohách přibližně 85 dní. V katastrálním území převládá severní až severozápadní proudění větrů. Průměrná maximální rychlost větrů dosahuje 60 km/h, v nárazech 120–150 km/h. Nejvíce se silné větry vyskytují v zimě a na jaře.

### Hydrologické podmínky
Území města z hlediska srážkové činnosti lze zařadit do oblasti mírně vlhké s ročním úhrnem srážek 650 až 700 mm. Uzavřenost Myjavské pahorkatiny a Bílých Karpat způsobuje, že maximum srážek je v měsících červen a červenec (33,43 %), tj. katastr vykazuje horský deštný charakter. V závětrné části má území v průměru 93 deštivých dnů, v návětrné části přibližně 100 deštivých dnů (více než 1 mm srážek). Nejmenší úhrn srážek je v měsících leden–březen, pouze 18,2 % z ročního úhrnu. Trvalá sněhová pokrývka se na Myjavské pahorkatině vyskytuje v průměru 52–60 dní.

### Nerostné suroviny
Z nerostných surovin se v katastrálním území města vyskytují stavební kámen, štěrkopísky a cihlářské suroviny. V současném období se v území využívá pouze jedno ložisko cihlářských surovin v jižní části města.

## Polohopis
Město Myjava leží v centrální části Myjavské pahorkatiny, na nivě řeky Myjava, její levostranného přítoku Cengelky a na spodních úsecích plochých, k údolí Myjavy mírně skloněných hřbetů. Myjavská pahorkatina sousedí s Chvojnickou pahorkatinou, Borskou nížinou, Malými Karpaty, Povážským Podoliem a Bílými Karpaty. Jako samostatný podcelek se v rámci vlastní Myjavské pahorkatiny vyčleňují Brančská bradla. Město Nové Mesto nad Váhom je od Myjavy vzdáleno asi 22 kilometrů východně a město Senica přibližně 24 kilometrů jihozápadně. Město sousedí s těmito obcemi : Podbranč, Sobotište, Brestovec, Bukovec, Brezová pod Bradlom, Jablonka, Stará Myjava, Poriadie, Polianka, Rudník, Vrbovce. Město leží od hlavního města Bratislavy 113 km, krajského města Trenčín 49 km a je centrem okresu Myjava.

### Části obce
- Myjava
  - Cengelka
  - Dlhé štvrte
  - Dolná štvrť
  - Hliníky
  - Horný pasienok
  - Jablonská
  - Kolónia
  - Kopánka
  - Padelky
  - Panské zeme
  - Pirte
  - Sekule
  - Smetanovci
  - Staromyjavská
  - Závršky
  - Zubková
  - Žaboškreky
- Turá Lúka
  - Malejov
  - U Belanských
  - U Vankov

### Vodní toky

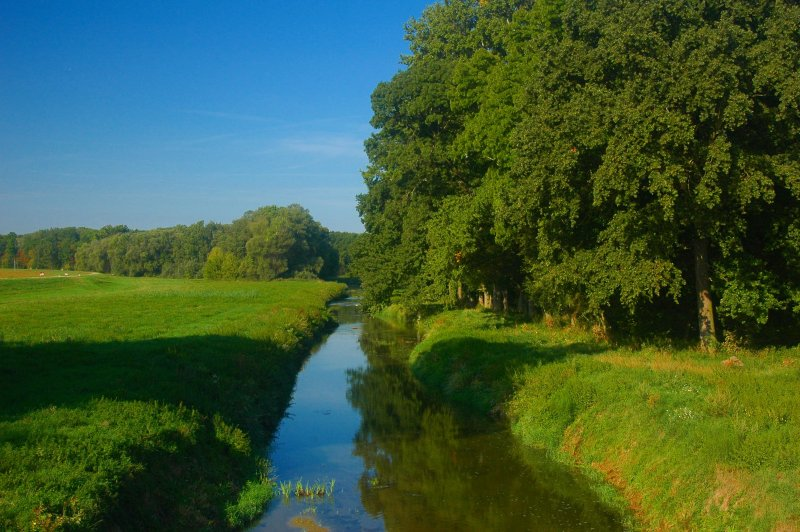
Řeka Myjava

- Myjava je řeka na západním Slovensku, na Záhoří, protéká územím okresů Myjava a Senica. Je to levostranný přítok Moravy s délkou 79 km, průměrným průtokem 2,6 m³/s (u obce Štefanov) a plochou povodí 806 km². Je vodním tokem III. řádu. Pramení v Bílých Karpatech pod Šibeničním vrchem (707,5 m n. m.) na území Moravy, v nadmořské výšce cca 660 m n. m., jihovýchodně od moravské obce Nová Lhota. Napájí vodní nádrže Stará Myjava a Brestovec, a následně vtéká do Myjavské pahorkatiny. Přibližně od města Senica až k ústí vytváří řeka Myjava širokou nivu. Tok Myjavy a přilehlé břehové porosty jsou chráněny jako přírodní památka Rieka Myjava.
- Na území města se do řeky postupně vlévají: Brestovský potok, Cengelka, Svacenický jarok, Smíchov a Malejovský potok.

### Vodní plochy
- Vodní nádrž Brestovec – u Petráša je vodní nádrž vzdálena asi 3 km od centra města. V roce 2001 se stala vodní nádrží 3. kategorie a slouží převážně jako zásobárna užitkové vody pro areál SAM Myjava. Návštěvníky je využíváno hlavně k rybolovu nebo případné opalování se v letních měsících na jeho březích.

## Obyvatelstvo

### Demografická charakteristika
Ve městě Myjava k 31. 12. 2012 žilo 11 893 obyvatel, z toho 5 715 mužů a 6 178 žen. Oproti roku 2011 nastal pokles o 90 obyvatel. V roce 2005 bylo z hlediska demografického rozložení v předproduktivním věku 13,41 % obyvatelstva, v produktivním 65,56 % a v poproduktivním věku 21,03 % obyvatelstva. Hustota obyvatel je 262 na km². Poměr zastoupení obyvatel v předproduktivním a poproduktivním věku je nepříznivý, město má demograficky degresivní vývoj. Porovnáme-li zastoupení mužů a žen na základě demografické struktury, je evidentní, že rozdíl mezi muži a ženami v poproduktivním věku je výrazný ve prospěch žen a naopak v produktivním věku je mírný ve prospěch mužů.

### Demografické trendy
Za období 1996–2006 má vývoj počtu obyvatel klesající tendenci. Za posledních 10 let klesl počet obyvatel o 449. Vycházeje z údajů lze konstatovat, že ve sledovaném období v každém roce zemřelo více obyvatel než se narodilo. Nepříznivá situace je i v přírůstku (úbytku) obyvatelstva stěhováním. Za sledované období pouze v letech 1996 a 1998 se do města více obyvatel přistěhovalo než odstěhovalo. Celkový přírůstek ve sledovaném období má záporné hodnoty. Podíl žen z trvale bydlícího obyvatelstva tvoří ve městě Myjava 51,7 %. Podíl žen ve městě je tedy přibližně na stejné úrovni jako na celém Slovensku.

### Národnostní složení obyvatel
Z hlediska národnostního složení obyvatelstvo města můžeme považovat za etnograficky homogenní. K slovenské národnosti se hlásí 95,5 % obyvatelstva. K české národnosti se hlásí 205 obyvatel a k romskému etniku se hlásí 62 obyvatel. Ostatní národnosti jsou zastoupeny minimálně.

### Religiózních struktura obyvatelstva

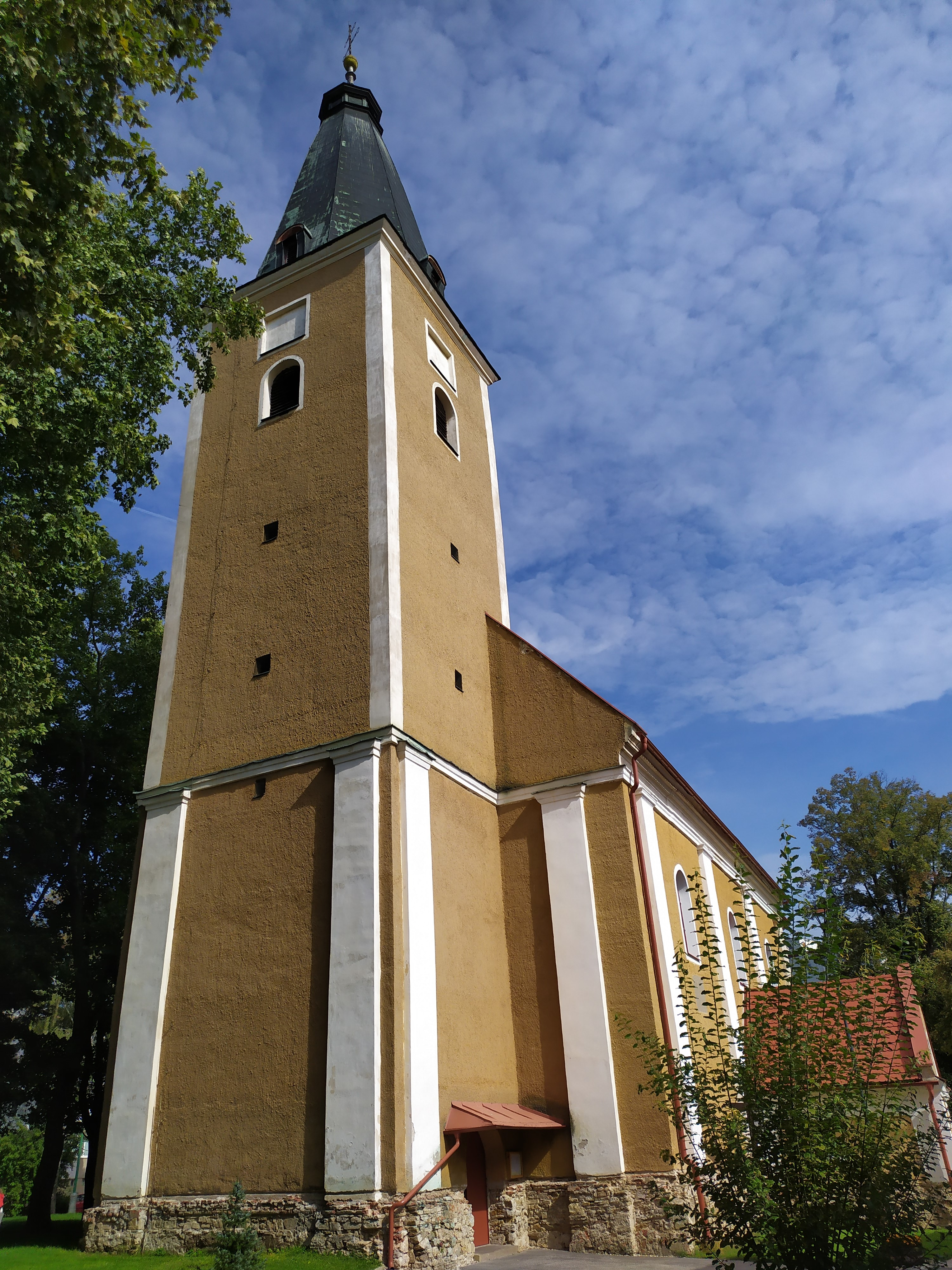
Římskokatolický kostel sv. Štěpána v Myjavě

Podle sčítání z roku 2001 je zřejmé, že v náboženské struktuře dominují obyvatelé vyznávající evangelickou církev augsburského vyznání, k níž se hlásí 50,19 %. K latinské církvi se hlásí 14,19 % obyvatel. Ostatní církve mají zanedbatelné zastoupení. Za povšimnutí stojí, že až 28,2 % obyvatel se nehlásí k žádné církvi.

## Kultura a zajímavosti

### Kultura

Amfiteátr Trnovce

V části Turá Lúka se nachází Gazdovský dvůr, kde se nachází stálá expozice typické kopaničářské usedlosti z konce 19. století.
Lidová hudba má 8 souborů. Zastoupení má samozřejmě i starší a mladší generace v souborech Dětský folklorní soubor Kopaničiarik a Folklorní soubor KOPA.

### Muzea
Muzeum Slovenských národních rad bylo otevřeno v roce 1968 u příležitosti 120. výročí vzniku I. Slovenské národní rady, která v revolučních letech 1848–49 poprvé zasedala právě v Myjavě, a to v domě vdovy Anny Kolényiové. Tento původní dům byl zrekonstruován a napojen na nový pavilon podle projektu Ing. arch. M. Kusého. Tím vznikla zajímavá symbióza nové a staré architektury. V atriu muzea se nachází sousoší K. Patakyové Národ probouzející se z poroby, vysoký bronzový reliéf R. Pribiša V době poroby, bronzová plastika J. Kostku Vazba let a plastika Š. Bělohradského Slovenská lípa. Objekt je národní kulturní památkou.
Muzeum se zaměřuje na dokumentaci historie jednotlivých Slovenský národních rad, jejich činnosti, zástupců a dalších osobností slovenského národa až po dokumentaci současné NR SR jako nejvyššího reprezentativního zákonodárného a státoprávního orgánu. Vedle této specializace zajišťuje i dokumentaci dějin Podbradlansko-Podjavorinského regionu. K problematice dějin SNR se váže i sbírkový fond muzea a je jí věnována i hlavní expozice muzea. Je umístěna v dostavbě pavilonu u domu Anny Kolényiové, kde 19. září 1848 poprvé zasedala I. Slovenská národní rada. Kromě stálé expozice, k níž patří i expozičně ztvárněný původní Dům Anny Kolényiové, se také muzeum prezentuje přitažlivými krátkodobými výstavami. Muzeum svou expozicí „Muzeum M. R. Štefánika v Košariskách“ prezentuje život a dílo generála Dr. Milana Rastislava Štefánika.

### Sport
Epicentrem sportovního dění v Myjavě je víceúčelový sportovní areál, ve kterém se nacházejí: letní koupaliště, krytá plovárna s výukovým bazénem, fotbalový stadion (areál fotbal. klubu), fotbalové hřiště (škvára, tráva + tribuna), zimní stadion s umělou ledovou plochou, městská sportovní hala, malá sportovní hala, sauna, solárium, posilovna, kuželna a kulečníkový klub. Myjava má svůj městský sportovní klub TJ Spartak Myjava. V současnosti se TJ Spartak Myjava dělí na tyto sportovní oddíly: Basketbalový oddíl SPARTAK Myjava -Fotbalový klub TJ 1920 Spartak Myjava, Volejbalový oddíl SPARTAK Myjava, šachový oddíl (3. liga) – (skup. skup. Trenčiansky región), RT VŠ (rekreační tělovýchova, cvičení, aerobic, tanec), tenisový oddíl, Karate klub Seigokan Myjava, KARATE TJ, Klub slovenských turistů při TJ SPARTAK Myjava, pěší turistika a cykloturistika- turistický oddíl Myjava.
Bílé Karpaty poskytují dobré podmínky pro lyžařskou turistiku a to hlavně na svazích hlavního hřebene. Sjezdové lyžování je soustředěno do dvou velkých lyžařských středisek na Velké Javořině a v rekreačním středisku Stará Myjava s umělým zasněžováním a možností nočního lyžování. V letních měsících je zde možnost oddychu v podobě osvěžení ve vodní nádrži Stará Myjava. Terén je vhodný i pro běh na lyžích. Trasy jsou totožné s letními turistickými trasami. Běžecké tratě nejsou upravovány, ale v zimě je udělaná stopa po hlavním hřebeni až po železniční stanici Vrbovce. V okolí Myjavy je několik provozů agroturistiky s možností jízdy na koni.

#### TJ 1920 Spartak Myjava
Dnes se Spartak Myjava nachází v nejvyšší fotbalové lize mužů a bojuje s mužstvy z měst jako například Bratislava, Košice, Žilina či Trenčín. Mužstva juniorských družstev jsou zárukou pokračování myjavského fotbalu. Mladší a starší žáci hrají I. ligu, mladší dorost, jakož i starší dorost hrají v II. lize.

### Hudba
- Myjavská cimbálovka vznikla v roce 1992 z bývalých členů lidové hudby folklorního souboru Kopaničiar z Myjavy. Základ repertoáru tohoto hudebního tělesa tvoří písně z rázovitého kopaničářského kraje, moravsko-slovenského pomezí, ale i lidové písně tanečního charakteru, skladby z oblasti vážné hudby a písně z jiných regionů Slovenska. Lidová hudba se účastní domácích i zahraničních akcí (Německo, Švýcarsko, Itálie, ČR atd.).

- Folklorní soubor Kopaničiar je dlouholetým šiřitelem a uchovávatelem krásných tradic myjavského folklóru, který se projevuje svými charakteristickými temperamentními znaky. Taneční projev souboru je typicky rytmický a velmi náročný. Souborová základna se skládá ze tří složek: taneční, pěvecké a hudební. V tomto souboru se během jeho existence vystřídaly stovky členů a v současnosti má přibližně 30 členů, z toho lidová hudba má 8 členů. Zastoupení má samozřejmě i starší a mladší generace v souborech Dětský folklorní soubor Kunovjan a Folklorní soubor KOPA.

- Kapela Street Spirit- punkrock

### Pravidelné akce
- Mezinárodní folklorní festival Myjava
- Festival tradiční evropské kultury
- Michalský jarmark
- Vánoční trhy
- Mistrovství Slovenska v motokrosu
- Vánoce v divadle

### Památky

#### Stavby

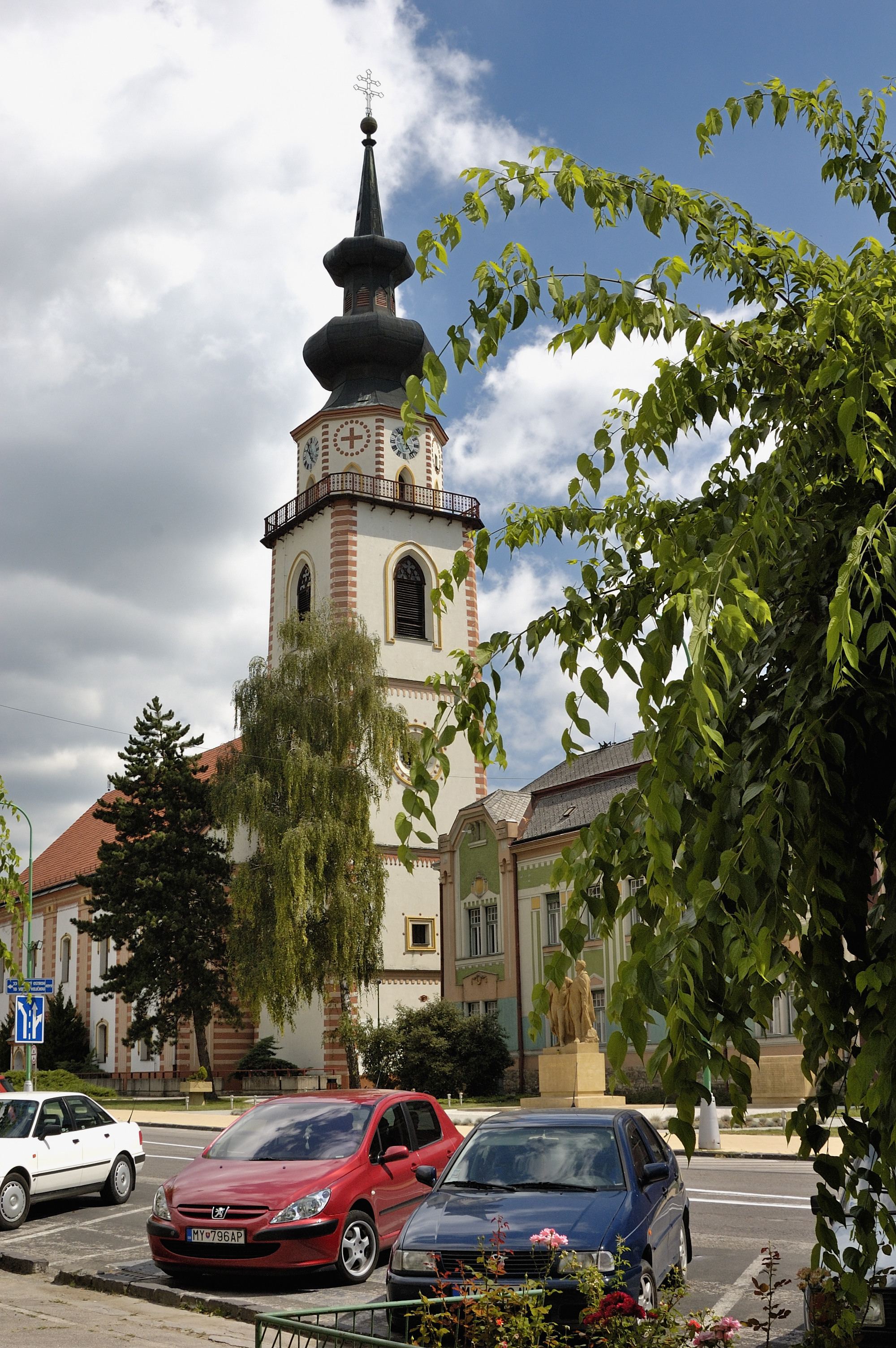
Evangelický kostel

Nejstarší stavební památkou je zmiňovaný Krman kostel (1697–1729), jeho dlouhý čas stavby ovlivnily protihabsburská povstání a náboženské nepokoje. Od roku 1731 je majetkem Římskokatolické církve. Je postaven v barokním slohu. V interiéru byly provedeny barokní úpravy a byl přefasádovaný. Menší opravy byly provedeny v 19. a 20. stol., ale podstatněji nezasáhly do charakteru stavby. Kostel sestává z jednolodní stavby s presbytářem, na západním průčelí je představenou hranolovou věží. Podél lodě jsou zděné empory podchycené pilíři. Malá sakristie pochází z 1. pol. 19. stol. Zvenku je nad bočním vchodem pamětní tabule D. Krmana s latinským textem, ve kterém se zmiňuje i založení Myjavy. Původně byl kostel ohrazený kamennou zdí, která již v 18. stol. musela být snížena a v r. 1946 byla zcela odstraněna. Zůstal pouze oblouk klasicistní brány.
Nový evangelický kostel byl jako toleranční postaven v letech 1784–1785 bez věže v barokně-klasickém slohu, stejně i pozdější věž v rozpětí let 1854–1856, podle projektu hodonínského stavitele Volega, střešní konstrukce je podle tesaře F. Hollana. V síňovém prostoru je zděný protestantský chór, jehož silné pilíře člení prostor na způsob trojlodí. Chrám byl obnovován v roce 1876, 1923 (vnitřek), 1928 (zvenčí) a největší rekonstrukce věže i chrámu byla v letech 1983–1984.
Naproti evangelickému kostelu se nachází pomník M. R. Štefánika, který je určitou raritou. Byl postaven jako první v Československu v roce 1921 podle výtvarného návrhu architekta Č. Vořecha a sochaře R. Březy. Uchoval se po celá léta na původním místě – v čem má také svou jedinečnost. Po výtvarné stránce patří k vrcholům evropského kubismu. Z předního pohledu je busta M. R. Štefánika, dělení na plochy, figurální reliéfy po stranách. Ze zadní projekce je centrem plastický kalich směrem k evangelickému kostelu.
Dům paní Kolényiové: v roce 1848 zde sídlila Slovenská národní rada, která organizovala boj Slováků proti národnímu útlaku maďarské vlády. Dnes je muzeem Slovenských národních rad jako specializovaná organizační jednotka Slovenského národního muzea v Bratislavě. Na pamětní tabuli umístěné na této NKP je text M. Dohnányho z roku 1850: „V domě výborné paní Koléničkové založil se první hlavní stan národních bojovníků na Slovensku. Zde zasedali, bydleli první hlasy a vůdcové povstání slovenského. Zde se přijímali vyslanci okolních obcí, vydávali rozkazy pod pečetí a podpisem Slovenské národní rady. Odtud se rozhlašovaly výzvy k slovenskému národu. A tady slibovali pokání hříšníci a zrádci národa slovenského“.

#### Pomníky
Vysoký bronzový reliéf V době poroby je od akademického sochaře R. Pribiša, Sousoší Národ probouzející se z poroby je od K. Patakyové, Plastika Vazba roků od J. Kostky je v atriu vnějšího nádvoří před Muzeem SNR. Pamětní tabule věnovaná národnímu buditely, učiteli M. Šimonovičovi je na domě, ve kterém žil a umřel. Výtvarně řešený je pomník M. Šimonoviče (otce Z. Zgurišky) na Horním hřbitově. Autorem je akademický sochař R. Březa. Památník generála MR Štefánika a Památník SNP jsou na Náměstí M.R. Štefánika. Za Túrou Lúkou na Hrajkách je Památník účastníků protihabsburské vzpoury, popravených v roce 1672. Nad bočním vchodem do římskokatolického kostela je pamětní tabule s textem Daniela Krmana ml. o vzniku Myjavy. Památník tvoří busta s tabulí textu jeho poslední vůle. Památník obětem 1. světové války je v Turej Lúke. V centru Myjavy je plastika "sbratření" od akademického sochaře Š. Belohradského, věnovaná obětem 2. svět. války. Pamětní tabuli má i Milan Mareček, básník, na ulici, která nese jeho jméno.
V části obce Poriadie je Památník u klasovitých věnován poslední bitvě povstalců v roce 1848. Je od akademického sochaře Š. Belohradského.

## Hospodářství a infrastruktura

### Školství
Střední školství ve městě vykazuje nízkou efektivnost vzdělávacího systému, který nedokáže flexibilně reagovat na potřeby trhu práce. Přetrvávají tradiční témata a postupy vzdělávání, přičemž zkušenosti ukazují, že se stále více vyžaduje pracovní síla, která je schopna vytvářet vysokou přidanou hodnotu a schopnost rychle se adaptovat na měnící se podmínky trhu. Ve školním roce 2007/2008 byly ve městě Myjava v provozu 4 mateřské školy, které navštěvovalo v 16 třídách 326 dětí. Přímo ve městě se nacházejí 2 základní školy s 1 201 žáky v 53 třídách. Jedna je s rozšířením vyučováním cizích jazyků a druhá se sportovními třídami. V části Turá Lúka se nachází další základní škola v jedné budově spolu s mateřskou školou. Počet dětí v mateřské škole se za posledních 5 let snížil o 30,3 %, počet žáků v základní škole se snížil o 24,3 %.
Síť mateřských a základních škol doplňuje Základní umělecká škola s hudebním, výtvarným a literárním oborem a Centrum volného času s různými zájmovými kroužky. Dále je ve městě zřízeno Gymnázium, Střední průmyslová škola, Sdružená střední škola, které ve školním roce 2005/2006 navštěvovalo 1 539 studentů. Některá zařízení školní infrastruktury jsou ve špatném technickém stavu, důsledkem čehož fungování těchto zařízení provázejí vysoké náklady na provoz. Vzhledem k neustálému pokles počtu dětí a žáků tento fakt způsobuje neustálý tlak na racionalizaci sítě základních a mateřských škol. Kromě tohoto problému je poměrně vysoká i morální a fyzická zastaralost technických zařízení a nedostatek moderních technologií, které jsou nezbytné ve vyučovacím procesu. Ve městě Myjava se nachází i speciální základní škola.
Mateřské školy:
- Mateřská škola Hoštáky
- Mateřská škola Bradáčova
- Mateřská škola SNP

Základní školy:
- I. ZŠ Myjava – Viestova
- II. ZŠ Myjava – Štúrova
- ZŠ Turá Lúka
- Základní umělecká škola
- Speciální základní škola

Střední školy:
- Gymnázium
- Střední průmyslová škola Myjava

II. ZŠ Myjava

- Sdružená střední škola (zemědělské a strojírenské)

### Zdravotnictví
Jedním z důležitých indikátorů celkové kvality života obyvatel je dostupnost zdravotních zařízení a úroveň zdravotnictví jako takového. V posledním období prošel samotný systém poskytování zdravotní péče prostřednictvím nových nástrojů zásadními změnami a to zejména s cílem zajistit zdravotní péči na uspokojivé úrovni. Stabilním článkem v tomto systému z hlediska poskytování zdravotní péče a ochrany zdraví obyvatel ve městě je Nemocnice s poliklinikou vybudovaná v roce 1954. Nemocnice je v zřizovatelské působnosti Trenčínského samosprávného kraje. Nemocnice s poliklinikou Myjava je jediným komplexním zdravotnickým zařízením v jihozápadní části Trenčínského kraje. Ve dvou poliklinických pavilonech sídlí ambulance praktických lékařů a odborných lékařů. V hlavní budově je soustředěno 8 lůžkových oddělení s kapacitou 210 lůžek, které poskytují pro pacienty zdravotní péči na jedno, dvou a třílůžkových pokojích. Má dobudované pracoviště společných vyšetřovacích a léčebných lůžek. K dispozici je Záchranná zdravotní služba s nepřetržitým provozem. V areálu nemocnice je přistávací plocha pro leteckou záchrannou službu. Dialyzační středisko, veřejná lékárna a několik soukromých ambulancí doplňujících komplexní zdravotnické služby. Od 1. října 2002 získala nemocnice Myjava od ministra zdravotnictví Slovenska statut "nemocnice s poliklinikou II. typu ". Od 1. ledna 2003 přešla zřizovatelské funkce nemocnice s poliklinikou II. typu z Ministerstva zdravotnictví ČR na Trenčínský samosprávný kraj. V současnosti Nemocnice s poliklinikou Myjava jako příspěvková organizace je právnickou osobou, která je na rozpočet VÚC zapojena příspěvkem. Hlavní činnost NsP je zaměřena na plnění úkolů v oblasti preventivně léčebné péče v následujícím rozsahu: Ústavní zdravotní péče, ambulantní péče – primární a specializovaná, společné vyšetřovací a léčebné složky a záchranná zdravotní služba.
Dostupnost zdravotní péče pro obyvatele města dále zajišťuje 40 samostatných ambulancí, z toho 4 ambulance praktického lékaře pro děti, 5 pro dospělé, 9 stomatologických ambulancí, 2 gynekologické a 15 ambulancí lékaře specialisty. Také zde je i pracoviště počítačové tomografie. Pro obyvatele je k dispozici síť 5 lékáren.

### Doprava

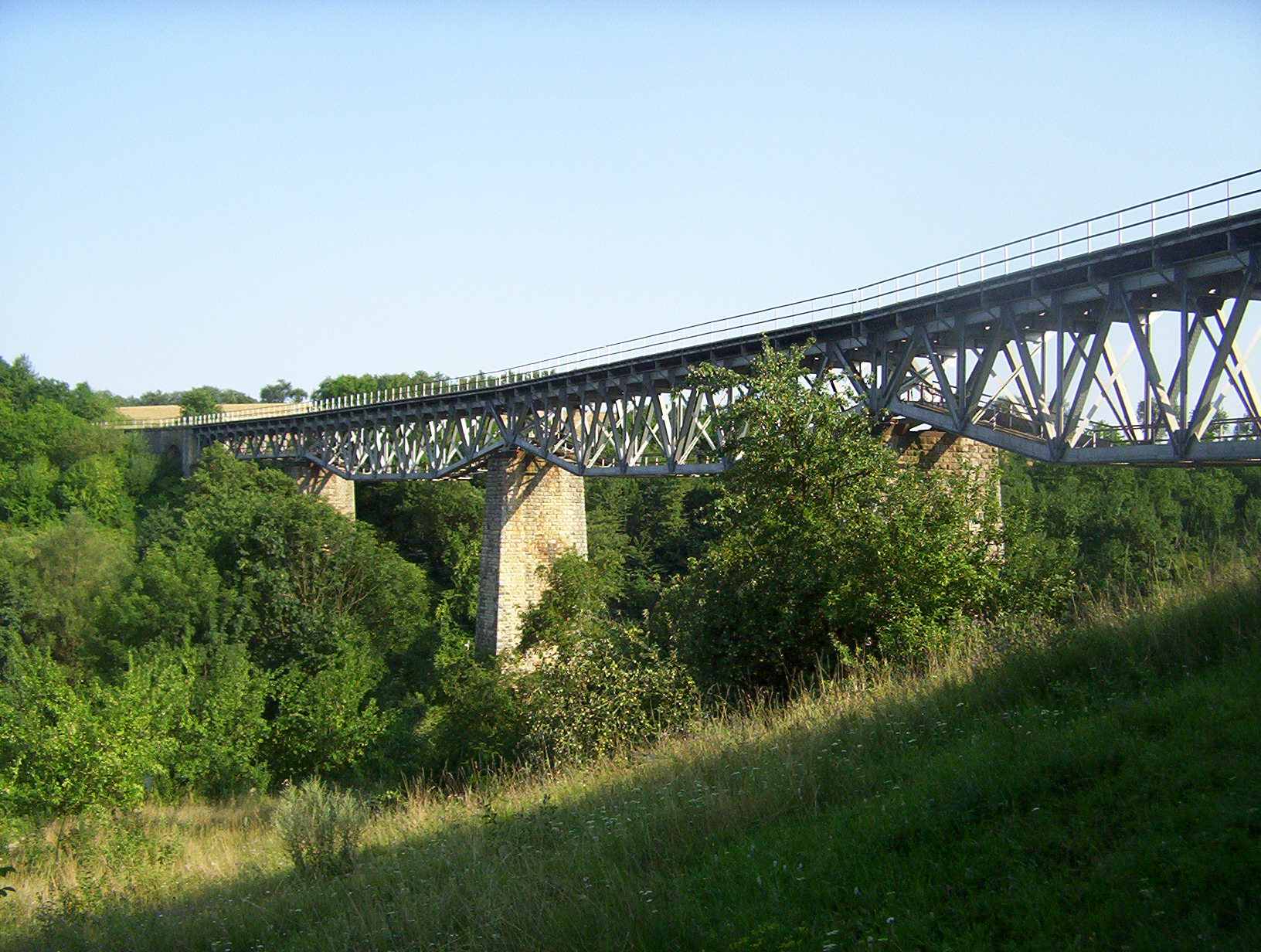
Železniční viadukt

Město svou polohou je komunikačně propojeno na severo-jižní dopravní koridor jihozápadního Slovenska. Silniční síť na území města tvoří silnice II. třídy č. 581 a č. 499, která je spojnicí do České republiky s délkou 10,1 km a silnice III. třídy a místní komunikace s délkou 27,57 km.
Veřejná doprava je zajišťována SAD Trnava, a SAD Trenčín. Městskou hromadnou dopravu v Myjavě zajišťuje SAD Trenčín, provozovna Nové Mesto nad Váhom, která poskytuje své služby prostřednictvím autobusů.
Přes město prochází i železniční trať č. 121, která spojuje Nové Město nad Váhom s Veselí nad Moravou a okolní kopaničářské obce. Od 1. března 2014 je tato trať zaintegrována do Integrovaného dopravního systému Jihomoravského kraje (Česko) právě až do Myjavy, díky čemuž mohou lidé pravidelně dojíždějící z tohoto regionu za prací do České republiky ušetřit na jízdném. Rovněž pro návštěvníky Myjavy a okolí se tím snížily náklady na cestovné.

### Ubytování

Společenský dům

Mezi ubytovací zařízení ve městě patří již dlouhodobě v provozu hotel Společenský dům, který nabízí zrekonstruované pokoje a apartmány, nově vybudovaný Hotel Štefánik nebo Penzion Rosy. Rovněž je k dispozici možnost ubytování se v panském dvoře v části města Turá Lúka.

### Vodní hospodářství
Zásobování pitnou vodou je řešeno dvěma veřejnými vodovody. Pitná voda je do města přiváděna ze skupinového vodovodu ze zdroji Fajnor o vydatnosti 100 ls−1 a ze dvou zdrojů s čerpacími stanicemi Stanovisko a Mosnac. Jejich vydatnost je 5 l/s. Voda je dopravována do vodojemu v lokalitě Smrtící o kapacitě 2000 m³. Na tento vodojem je ještě napojen jeden vodojem o kapacitě 500 m3 v lokalitě Dolní Čtvrť. Ze severu je do města přiváděna voda ze skupinového vodovodu ze zdroje Čachtice o vydatnosti 160 l/s. V roce 2005 byla spotřeba pitné vody ve městě Myjava 796 tisíc m³, z toho domácnosti spotřebovaly 393 tisíc m³.
Město má vybudovanou veřejnou kanalizační síť. Odvádění a čištění odpadních, splaškových vod je řešeno čistírnou odpadních vod pod městskou částí Turá Lúka v nejnižší části na břehu řeky Myjava, kde je i čistírna vybudována. Vyčištěné odpadní vody z čistírny jsou vypouštěny do řeky Myjava. Množství vypouštěných splaškových vod do kanalizace koresponduje s množstvím odebrané pitné vody.

### Parky

PKO Trnovce

- PKO Trnovce

## Zajímavosti
Mezi dominující znaky Myjavy a jejího okolí patří také folklór a tradiční Myjavské folklórní slavnosti konané v červnu, a také výroba domácí slivovice.

## Osobnosti
- Štefan Bednár – akademický malíř, spisovatel, publicista
- Július Bodnár – publicista, historik, redaktor
- Ján Cádra st. – vlastenec
- Ján Černek –  československý legionář, důstojník, účastník SNP, politický vězeň komunistického režimu, generálmajor in memoriam
- Samko Dudík – lidový muzikant, houslista, kapelník, sběratel myjavských písní a jejich interpret
- Miroslav Dudík – koncertní mistr
- Daniel Gálik – scénický výtvarník
- Karol Goláň – historik a pedagog
- Ivan Jakeš – motocyklový reprezentant
- Marek Jastráb – fotbalový záložník
- Dušan Samuel Jurkovič – architekt
- Ján Klempa – Organizátor spolkového života, osvětový pracovník, národní buditel
- Samuel Koleno – jeden z prvních národních buditelů v Myjavě, evangelický kaplan a farář
- Daniel Krman – osvícenský vzdělanec, publicista, historik
- Martin kyška – vlastenec a buditel
- Ján Lacko – filmový a televizní režisér
- Zora Anna Lacková – spisovatelka
- Milan Mareček – básník
- Ivan Markovič – slovenský sociálnědemokratický politik a veřejný činitel
- Ján Jaromír Matička – publicista a básník
- Jana Oľhová – herečka
- Daniel Pažický – nakladatel, knihtiskař
- Ľubica Prudilová – akademická malířka
- Claudia Rossi – pornoherečka
- Ján Siváček – hudební skladatel, teoretik, pedagog, umělecko-organizační pracovník a průkopník slovenské populární hudby
- Michal Šimonovič – učitel, výchovný a osvětový pracovník
- Miloš Smetana – zvěrolékař, sběratel myjavských písní, hudebník
- Samuel Stanislav Smetana – jazykovědec, medik, malíř
- Ján Trokan – básník, publicista a buditel
- Peter Tvrdý – jazykovědec-lexikograf, překladatel, literární pracovník
- Ján Valášek – vlastenec a politik
- Branislav Varsik – historik, univerzitní profesor
- Ladislav Vannay – regionální historik a lidovýchovný pracovník
- Karol Viest – revúcky profesor, myjavský učitel, osvětový a národně-buditelský pracovník
- Ján Vyskydenský – redaktor Presspurských novin
- Zuzka Zguriška – spisovatelka
- Vlastina Svátková – herečka, spisovatelka

## Partnerská města
- Hodonín, Česko (spolupráce bez partnerské smlouvy)
- Velká nad Veličkou, Česko